# Nite City
Nite City var en rockgruppe fra Los Angeles, USA. Nite City keyboardspilleren fra The Doors, Ray Manzarek’s supergruppe med sangeren Noah James og tidligere Blondie-bassist Nigel Harrison. Gruppen indspillede to albums i 1977 og 1978. 

## Medlemmer af bandet
- Ray Manzarek – keyboards & vokal
- Paul Warren – guitar & vokal
- Nigel Harrison – bas
- Jimmy Hunter – trommer & vokal
- Noah James – forsnager

## Diskografi
- Nite City (1977)
- Golden Days Diamond Night (1978)